# Зальмзах
Зальмзах (нем. Salmsach) — коммуна в Швейцарии, в кантоне Тургау.
Входит в состав округа Арбон. Население составляет 1305 человек (на 31 декабря 2007 года). Официальный код — 4441.